# Ян Собіло
Ян Собі́ло (пол. Jan Sobiło; нар. 31 травня 1962, Нисько, Польща) — єпископ-помічник Харківсько-Запорізької дієцезії Римо-Католицької Церкви, голова Технічного комітету акції «Папа для України».

## Життєпис
Майбутній владика народився 31 травня 1962 року в польському місті Нисько. Його батьки були ревними католиками і мали сімох дітей. За спогадами Яна Собіло, батько був змушений багато працювати, щоби прогодувати сім'ю, а мати весь час приділяла вихованню дітей і веденню домашнього господарства. Попри це, в родині панувала атмосфера справжньої любові й глибокої побожності.
Маленький Ян був охрещений в селі Заріче, розташованому неподалік від міста, і там же завершив початкову школу. Середню освіту отримав в ниському загальноосвітньому ліцеї. В 1981 році вступив до Вищої духовної семінарії — теологічного відділення Люблінського католицького університету. В 1986 році завершив навчання, отримавши звання магістра теології. В грудні цього ж року був висвячений на священика єпископом Болеславом Пиляком. Після кількох років служіння у Польщі почав працювати священником в Україні, зокрема, з 1993 року безперервно служить у Запоріжжі. За словами самого владики, Запоріжжя йому сподобалось з першого погляду і він не планує покидати це місто і в глибокій старості. Попри те, що єпископ рідко буває на батьківщині, він підтримує зв'язки зі своєю родиною. Наприклад, його небіж Мартін Собіло також став священиком і брав участь в освяченні запорізького собору Бога Отця Милосердного.
Окрім польської, єпископ Ян Собіло володіє українською, російською, італійською та німецькою мовами. У вільний від служіння час владика полюбляє грати у футбол.

## Служіння
Служіння майбутній єпископ розпочав в 1986 році у парафії Стружа біля Красника, а продовжив у Замості. В 1991 році на письмове прохання єпископа Яна Ольшанського прибув до України. Перший рік о. Ян Собіло пропрацював у Кам'янці-Подільському, згодом нетривалий час у селі Маниківці, а в 1993 році виїхав до Запоріжжя, де тоді не було не тільки священика, але, навіть, і римо-католицької церкви.
Завдяки зусиллям о. Яна Собіло був складений проект нового храму Бога Отця Милосердного, залучені кошти для його будівництва, зведений парафіяльний будинок із каплицею. Будівництво храму тривало п'ять років, протягом цього періоду о. Ян Собіло сім разів приїздив до Риму, де зустрічався із Папою Іваном Павлом II, який особисто благословляв як проект, так і закладення наріжного каменю, а також цікавився перебігом будівництва. Результатом самовідданої праці стало звання Єпископського вікарія у регіоні Донецьк—Дніпропетровськ—Запоріжжя, яке священик отримав 1999 року. В 2002 році о. Ян Собіло став Генеральним вікарієм Харківсько-Запорізької дієцезії, в 2007 році отримав звання Почесного каноніка Прокафедрального капітулу в Любачеві.
Після смерті Івана Павла II він продовжив співпрацю із новообраним Папою Бенедиктом XVI і в 2008 році отримав звання Почесного капелана Святішого Отця. 4 травня 2010 року призначений греміальним каноніком Харківського кафедрального капітулу. 30 жовтня 2010 року Папа Бенедикт XVI призначив о. Яна Собіло єпископом-помічником Харківсько-Запорізької дієцезії з титулярною столицею в Бульні. Єпископські свячення о. Ян Собіло отримав 8 грудня 2010 року в харківському Кафедральному соборі Успіння Пресвятої Діви Марії. Консекрацію провів єпископ Харківсько-Запорізький Мар'ян Бучек за співучасті Апостольського нунція архієпископа Іван Юрковича та Львівського митрополита архієпископа Мечислава Мокшицького.
У 2014 році з початком військової агресії Росії проти України багато парафій Харківсько-Запорізької дієцезії опинились в зоні окупації. В 2016 році Святішим престолом було розпочато акцію «Папа для України», в рамках якої гуманітарна допомога, зібрана в країнах Західної Європи, мала бути розподіленою між цивільним населенням окупованих територій. Головою Технічного комітету акції було призначено єпископа Яна Собіло.Цього ж року на 47-й Конференції Єпископів обраний Головою Комісії у справах «Justitia et Pax» (Справедливість і Мир).